# Ajda
Navadna ajda (znanstveno ime Fagopyrum esculentum) je rastlina iz rodu Fagopyrum (ki ga včasih obravnavamo skupaj z rodom Polygonum) iz družine Polygonaceae - dresnovk.  V istem rodu je tudi tatarska ajda oz. nora ajda (F. tartaricum Gaertn). Ajdo uvrščamo med žita, čeprav botanično ne spada med trave (Poaceae), kamor spada večina ostalih žit. Je sorodnica rabarbare, ki prav tako spada med dresnovke.
Ime ajda je prevzeto iz staronemškega Heiden, ki je v zvezi z nem. Heide 'ajd, pogan'. Žitarica je tako poimenovana, ker so jo v 12. stoletju iz poganskih krajev in Kitajske v Evropo prinesli križarji. Iz latinske besede Fagopyrum izhajajo angleško poimenovanje buckwheat, nizozemsko boekweit in nemško Buchweizen, ki pomenijo »bukovo žito« ali »bukova pšenica« in povedo, da so ajdini plodovi tetraederske oblike podobni bukovim.

## Zgodovina ajde na Slovenskem
V eni izmed verzij ljudske bajke o Kurentu in vesoljnem potopu, pred povodjem rešeni mož Kurentu obljubi zase in za svoje potomce, da bodo vedno ljubili in uživali dvoje posvečenih rastlin: ajdo in vinsko trto. Bajka pravi, da so se sinovi rešenega moža razselili po Kranjskem in še zdaj večidel živijo od ajde, čislajo vino in se hvaležno spominjajo Kurenta, svojega starega dobrotnika.
Pisno je ajda prvič omenjena leta 1426 v gornjegrajskem urbarju (urbar je knjiga s seznamom dohodkov zemljiškega gospoda od podložnikov) pod imenom »poganka«. Zavedena je tudi v velesovskem urbarju iz leta 1448.
Kot poljščino iz katere se lahko pripravi dve značilni slovenski jedi – kruh in kašo -, jo omeni tudi Janez Vajkard Valvasor v Slavi vojvodine Kranjske (1689) in sicer v tretji knjigi tega dela, ki govori o rastlinah, rudnikih, rudninah, živalih, ptičih, ribah, itd. dežele Kranjske, tam pravi:
»Ajda na Kranjskem posebno dobro in pogosto uspeva. Iz enega zrna jih nastane po navadi osem. Iz ajde se peče navaden kruh, ki je čisto črn kakor prst. Tak kruh jedo kmetje po vsej deželi. Čeprav je črn, pa vendar nimajo plemenita in meščanska usta vzroka, da bi ga zaničevala, ker je zelo okusen in dober; le če preveč ovsa dodajo, postane prekrhek.
Iz ajde pripravljajo tudi kašo, in sicer takole: V kotlu puste ajdo vreti toliko časa, da se zrna odpro; nato odlijejo vodo in stresejo kuhano ajdo na platnen prt, da se na zraku posuši; medtem jo večkrat premešajo, da se nekoliko posuši, tj. da se zrno strdi. Ko pa je tako daleč, da zrno ne poči, če ga z zobmi skušaš zgristi, ampak je še nekako žilavo, stolčejo ajdo kot pri vsaki kaši. Ajdova kaša je prav dobra jed in se često pošilja na tuje.«
Valvasor navaja, da so leta 1432 zabeležili izjemno dobro letino, in je v Ljubljani star ajde stal 2 reparja, star rži 4 reparje in star pšenice 26 soldov. Nekaj stoletij kasneje, leta 1622, je Kranjsko in njeno glavno mesto Ljubljano, kot poroča Valvasor, doletela draginja. Mestne oblasti so velele odpreti kašče, shrambe in vinske kleti v mestu, da bi natančno pregledali razpoložljive zaloge hrane. Našli so 3608 starov ajde, kar je v primerjavi z drugim popisanim inventarjem (1469.5 starov pšenice, 726.5 starov rži, 715 starov prosa, 377 starov ovsa, 215 starov soržice, 84 starov ječmena) veliko. Čeprav ajda tradicionalno velja za "hrano kmetov in revežev", lahko po podatkih, ki jih navaja Valvasor, vendarle sklepamo, da je ajda našla pot do meščanske mize.
Tudi v Kuharskih bukvah (1799) Valentina Vodnika, ki velja za prvo natisnjeno kuharsko knjigo v slovenščini, najdemo jedi iz ajde.
Pomembno vlogo pri uveljavitvi ajde na Slovenskem je igral še baron Žiga Zois, ko je, zaradi hude lakote, ki je pestila te kraje med letoma 1812 in 1815, na Kranjsko s Češke uvozil seme tatarske ajde ali »cojzle«, kot so ji pravili.

### Bela krajina
V Beli krajini pripravljajo ajdovo povitico, sladico iz valjanega testa, polnjenega s skuto. Povitica je bila nekoč delovna jed, ki so jo stregli ob košnji in drugih težjih kmečkih opravilih.

### Prekmurje
Ajda je poljščina z večstoletno zgodovino tudi v Prekmurju, kjer ji v narečju pravijo »hajdina«. Ljudsko izročilo pove, da je bil tam pridelek ajde oproščen dajatve desetine gospodi, tako je bila ajda pomemben vir dodatnega zaslužka za kmečko prebivalstvo. Znani pridelovalci, predelovalci in trgovci z ajdo so bili kmetje iz vasi Odranci. Kašo so prodajali južno na Hrvaško do Varaždina in na Štajersko, v Maribor. Tradicijo je današnja občina Odranci, ki je bila ustanovljena leta 1994, obeležila v svojih občinskem grbu in zastavi, ki ju uporabljajo od leta 1998. Zgornje zeleno polje grba krasi podoba zlate stope (stopa je tradicionalna lesena priprava za luščenje ajdinih zrn in zrn drugih žit, ki so jo uporabljali po vsem Prekmurju), na spodnjem rdečem polju grba pa so izrisane tri stilizirane zlate pike, ki predstavljajo bodisi ajdina zrna bodisi prosena zrna bodisi denar, ki je bil zaslužen s pridelavo in predelavo ajde in drugih žit.

### Slovensko Porabje
Tradicionalno prehrano porabskih Slovencev sestavljajo: zelje, krompir, mleko, proso ter jedi iz koruzne in ajdove moke. Mesne jedi so bile na mizi le ob kolinah, večjih praznikih ali delih. Ajdo in proso so phali (s tolčenjem odstranjevali ovoj zrn, luščili) v žrmljah (ročni mlin).

## Pridelovanje
Ajda je ekstenzivna rastlina in ne daje veliko pridelka na hektar, a so vlaganja za pridelovanje ajde majhna. Ob povprečnem ugodnem letu daje 1500 kg pridelka na hektar. Glede na razmerje cen pa lahko dobimo z ajdo prihodek, ki je primerljiv s pridelkom 4500 kg pšenice na hektar. Problem v Sloveniji so neurejene razmere na trgu in neorganiziran odkup pridelka po primernih cenah.
Ajda ni občutljiva na prejšnje posevke, vendar pa zanjo niso primerna tla, ki so prekomerno gnojena z dušikom ali na katerih so bili prekomerno uporabljeni herbicidi za zatiranje plevela. Za uspešno kalitev naj bi bila temperatura tal vsaj 10 °C. Sejemo jo sredi maja na globino 1 do 3 cm, če je suša, pa malo globlje. Okvirna priporočena gostota setve je okoli 400 kalivih semen na kvadratni meter pri diploidni ajdi za strniščno setev. Če gostoto setve preračunamo v kilograme, je optimalna količina posejanega semena navadno med 60 in 100 kg na hektar. Ajdo sejemo z žitno sejalnico, medvrstna razdalja posevka je 12,5 cm.
Glede gnojil je rastlina precej skromna in je bolj sposobna črpati mineralne snovi iz tal kot druge poljščine. Skromnost ajde glede potrebe po hranilih je eden od razlogov, da je ajda primerna tudi za pridelovalce, ki želijo pridelke brez uporabe mineralnih gnojil in škropiv (ekološko kmetijstvo). Ajdo žanjemo s kombajnom.

## Uporaba
Pri ajdi uporabljamo predvsem njena semena, iz katerih z luščenjem naredimo ajdovo kašo, z mletjem pa ajdovo moko. Ajdovo kašo uživamo kuhano (kot prikuho) ali pečeno (podobno kot rižev narastek). Iz ajdove moke pripravljamo ajdove žgance, ajdove krapce, kruh, štruklje, rezance, palačinke (ruski kvašeni blini in francoske galette), biskvite in druge jedi.

### Uporaba v ljudskem zdravilstvu
Ajda ne vsebuje glutena, zato jo lahko uživajo tudi bolniki s celiakijo.Iz posušenih cvetočih rastlin si pripravljamo čaj, ki vsebuje veliko rutina. Uporabljajo jo za zdravljenje venske insuficience (krčne žile). Znana slovenska narodna pesem pravi »Po Koroškem, po Kranjskem že ajda zori...« - vendar jo je na poljih Slovenije vse manj, zaradi toge birokratske kmetijske politike in uničenega semenarstva. Kupujejo slabe hibride, neustrezne našim razmeram. Zdravilni učinki ajde so tako izgubljeni. Stare sorte ajde so te učinke vsebovale, zlasti tiste, ki so uspevale v višjih legah. V času cvetenja je bila ajda odlična paša za kranjsko čebelo, imela je tudi zelo lep vonj. Ponekod v Aziji uživajo tudi sveže mlade rastlinice (podobno kot na Slovenskem beluše ali blitvo), kar pa lahko zaradi vsebnosti fagopyrina, ob izpostavljanju svetlobi povzroči kožne izpuščaje.
Z ajdovimi luščinami polnimo vzglavnike, kar pa lahko pri nekaterih ljudeh povzroči alergije.
Če govedo zaide v cvetočo ajdo dobi rdečo in srbečo kožo.

## Kemijska sestava
| Seme             | |
| Škrob            | 71–78 % v kaši 70–91% v različnih tipih moke. Škrob je sestavljen iz 25% amiloze in 75% amilopektina. V odvisnosti od načina toplotne obdelave (kuhanja) lahko vsebuje od 7 do 37% rezistentnega škroba. |
| Beljakovine      | 18 % z biološko vrednostjo nad 90 %. Visoka biološka vrednost je posledica velike vsebnosti esencialnih aminokislin, posebno lizina, treonina, triptofana in žveplo vsebujočih aminokislin cisteina in metionina. |
| Minerali         | Vsebuje veliko železa (60–100 ppm), cinka (20–30 ppm) in selena (20–50 ppb). |
| Antioksidanti    | 10–200 ppm rutina in 0,1–2 % tannina |
| Aromatične snovi | Salicilaldehid (2-hidroksibenzaldehid) so identificirali kot najbolj značilno sestavino ajdovega vonja. 2,5-dimetil-4-hidroksi-3(2H)-furanon, (E,E)-2,4-dekadienal, fenilacetaldehid, 2-metoksi-4-vinilfenol, (E)-2-nonenal, dekanal in heksanal prav tako prispevajo k vonju. Vsi imajo vrednost aktivnosti vonja nad 50. |
| Zel              | |
| Antioksidanti    | 1–10% rutina in 1–10% tannina |
| Fagopirin        | 0,4 do 0,6 mg/g fagopirinov (odkrili so vsaj 3 podobne spojine) |